# Paso Cabestro
Paso Cabestro är en ort i Mexiko.   Den ligger i kommunen Soledad de Doblado och delstaten Veracruz, i den sydöstra delen av landet, 280 km öster om huvudstaden Mexico City. Paso Cabestro ligger 114 meter över havet och antalet invånare är 232.
Terrängen runt Paso Cabestro är platt, och sluttar österut. Runt Paso Cabestro är det ganska tätbefolkat, med 104 invånare per kvadratkilometer. Närmaste större samhälle är Soledad de Doblado, 7,8 km söder om Paso Cabestro. Omgivningarna runt Paso Cabestro är en mosaik av jordbruksmark och naturlig växtlighet.